# Emilie Andéol
Emilie Andéol (ur. 30 października 1987 w Bordeaux) – francuska judoczka, złota medalistka igrzysk olimpijskich, wicemistrzyni Europy.

## Kariera sportowa
Startuje w kategorii wagowej powyżej 78 kg. Srebrna medalistka mistrzostw Europy w 2013 roku.
Startowała w Pucharze Świata w latach 2007, 2009–2014 i 2017.